# Eddie Van Halen
Edward Lodewijk van Halen (pronunciación en neerlandés: /ˈɛdvart ˈloːdəˌʋɛi̯k fɑn ˈɦaːlə(n)/; Ámsterdam, 26 de enero de 1955-Santa Mónica, California, 6 de octubre de 2020), más conocido por su nombre artístico Eddie Van Halen, fue un músico neerlandoestadounidense, conocido mundialmente por ser el guitarrista y miembro fundador de la banda de hard rock Van Halen junto a su hermano Alex y a Mark Stone.
Fue considerado por la revista Rolling Stone como el octavo mejor guitarrista de la historia y era conocido por su técnica llamada tapping. Fue uno de los pioneros del estilo conocido como heavy metal y su solo de guitarra «Eruption» fue votado como el segundo mejor de la historia según la revista Guitar World y el sexto mejor según la revista Rolling Stone.

## Biografía

### Familia e inicios en la música
Eddie Van Halen nació en Ámsterdam, hijo de Jan (1920-1986) y Eugenia (1914-2005) Van Halen. Su padre era clarinetista, saxofonista y pianista, hecho que influyó notablemente en su pasión temprana por la música. Tras pasar un tiempo en la ciudad holandesa de Nimega, se trasladó con su familia a los Estados Unidos en febrero de 1962, mudándose a Pasadena, California. Tanto Eddie como su hermano Alex obtuvieron la nacionalidad estadounidense y empezaron a estudiar piano en San Pedro con el experimentado músico Stasys Kalvaitis.
Cautivados por el rock and roll, los hermanos van Halen decidieron aprender a tocar otro tipo de instrumentos. Inicialmente Edward se interesó por la batería y Alex por la guitarra. Tras escuchar la interpretación de su hermano del solo de batería de la canción «Wipe Out» de The Surfaris, Eddie decidió cambiar de instrumento y comenzó a practicar guitarra eléctrica. Según el propio músico, en su adolescencia practicaba en su habitación durante largas horas con su puerta cerrada.
Ambos músicos formaron la banda The Broken Combs con otros tres jóvenes, actuando regularmente en la escuela Hamilton de Pasadena, donde Eddie cursaba cuarto grado. Tiempo después, el guitarrista declaró que la versión de «I'm So Glad» del grupo Cream fue una de sus principales influencias musicales, asegurando además que había aprendido casi todos los solos de Eric Clapton con dicha agrupación. En una entrevista para la revista Guitar World, Edward afirmó: «Siempre he dicho que Eric Clapton fue mi principal influencia... sin embargo, yo era más parecido a Jimmy Page de una manera más bien temeraria».

### Van Halen

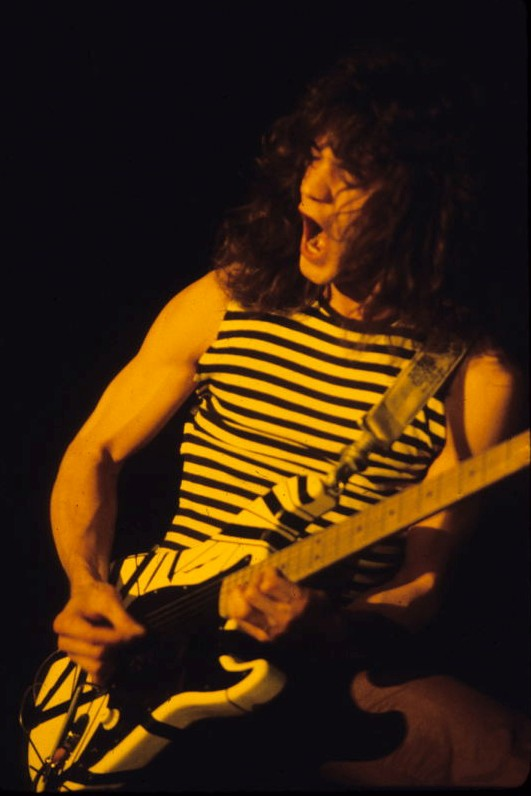
El guitarrista en 1977 en New Haven con Van Halen

Los hermanos van Halen formaron una banda en 1972 llamada Mammoth con el bajista Mark Stone y más adelante con el cantante David Lee Roth. El grupo adquirió el nombre definitivo de Van Halen tras la llegada del bajista Michael Anthony y en el seno de esta agrupación, Eddie se convirtió en un elemento básico de la escena musical de Los Ángeles a mediados de los años 1970 con sus presentaciones en clubes como el Whisky a Go Go. En 1977, Warner Bros. Records le ofreció a la banda un contrato de grabación y se convirtió en su principal casa discográfica.
Tras su lanzamiento, el disco homónimo de la agrupación alcanzó la posición número 19 en las listas de música pop de Billboard, convirtiéndose en uno de los debuts de mayor éxito comercial en la historia del rock. A comienzos de la década de 1980, Van Halen pasó a ser una de las bandas con más éxito de la escena hard rock estadounidense, confirmando este hecho con el lanzamiento del álbum 1984, el cual se convirtió en disco multiplatino un año después de su publicación. El sencillo «Jump» fue un éxito instantáneo y le valió al grupo una nominación a los Premios Grammy.
La agrupación ganó el mencionado premio en 1992 en la categoría de mejor interpretación de hard rock por el álbum For Unlawful Carnal Knowledge, en el que contaron con Sammy Hagar como vocalista. En marzo de 2019 la banda fue ubicada en la posición número veinte en la lista de la RIAA de los artistas con mayor número de ventas en los Estados Unidos, habiendo vendido 56 millones de álbumes en ese país y más de 80 millones a nivel mundial. Además, la agrupación consiguió ubicar trece éxitos número uno en la historia de la lista Mainstream Rock de Billboard. VH1 la ubicó en el séptimo lugar en su lista de los cien mejores artistas de hard rock de todos los tiempos y en enero de 2007 fue presentada en el Salón de la Fama del Rock and Roll.

### Otros proyectos
El guitarrista adelantó varios proyectos musicales en solitario. En 1976, tanto Eddie como su hermano Alex grabaron tres maquetas con Gene Simmons, bajista de la agrupación Kiss. Las canciones «Christine Sixteen», «Tunnel of Love» y «Got Love for Sale» fueron grabadas y finalmente publicadas en el boxset de 2017 de Simmons titulado The Vault. En 1978 tocó la guitarra en la canción «Can't Get Away From You», que hizo parte del álbum debut de la cantante Nicolette Larson.
En 1982 tocó el solo de guitarra de la canción «Beat It» de Michael Jackson, perteneciente al exitoso álbum Thriller del artista de Indiana. Un año después aportó partes de guitarra y coros en el álbum en solitario de Brian May Star Fleet Project. En 1984 apareció junto a David Lee Roth en la introducción de un video musical de Frank Sinatra llamado «L.A. Is My Lady» y en septiembre de ese mismo año grabó una canción en solitario llamada «Donut City» para la película The Wild Life del cineasta Art Linson. En 1987 aportó el bajo en el álbum en solitario de Sammy Hagar I Never Said Goodbye, tocando además el solo de guitarra en la canción «Eagles Fly».
En 1994 compuso el riff de la canción «Evil Eye» con Tony Martin, Tony Iommi y Geezer Butler, miembros del grupo británico Black Sabbath. El tema formó parte del álbum Cross Purposes, pero Eddie no apareció en los créditos debido a las restricciones impuestas por la compañía discográfica. En 1996 grabó con su hermano la canción «Respect the Wind» para la banda sonora de la película Twister y dos años después aportó el solo de guitarra en el tema de Roger Waters «Lost Boys Calling» para la banda sonora del filme La leyenda del pianista en el océano.
En 2003 el guitarrista grabó «Joy to the World» con Steve Lukather de Toto para el disco Santamental y en 2006 compuso dos nuevos temas instrumentales («Rise» y «Catherine») para la película erótica Sacred Sin, dirigida por su amigo Michael Ninn. En 2009 realizó un cameo en el estreno de la séptima temporada de la comedia Two and a Half Men, en la que interpretó el riff principal de «As Is» del álbum de Van Halen A Different Kind of Truth. Ese mismo año colaboró en las canciones «Not Leaving You Tonight» y «We're the Greatest» del disco Authentic de LL Cool J.

## Guitarras
Su guitarra más famosa tiene de nombre Frankenstrat, que viene del nombre del personaje ficticio Frankenstein ya que utiliza partes de otras guitarras como las pastillas, inferiores de una Gibson y la superior de una Fender Stratocaster, para su guitarra utilizó un cuerpo de madera de segunda con varios fallos, que le costó entre los 50$ y el mástil unos 90$.
Al principio la Frankentstrat era de los colores blanco con líneas negras y el golpeador también negro, pero en muchos conciertos se le veía molesto con la guitarra ya que se le caían partes, se le salían los cables, también tuvo muchos problemas con el puente flotante y tuvo que ir a que un amigo se lo reinstalara. Debido a los desgastes de la guitarra en vivo y de que muchas marcas se aprovecharon de este modelo novedoso y comenzaron a vender guitarras similares, Eddie dejó de utilizar esa guitarra para el vivo y empezó a utilizar la que se ve en el álbum de Van Halen II, la cual llamó, debido a los colores, Bumblebee. Esta fue la guitarra que muchos años más tarde Eddie entregó como ofrenda y sería enterrada junto al cuerpo de Dimebag Darrell quién fue asesinado durante un show en vivo y que era fanático total de Van Halen al que había conocido días antes de morir. Después de un tiempo usando la Bumblebee en vivo Eddie volvió a su vieja Frankenstrat pero le hizo un importante cambio estético, pintó el cuerpo como unas bicicletas que estaban muy de moda en esa época.

## Estilo e influencia

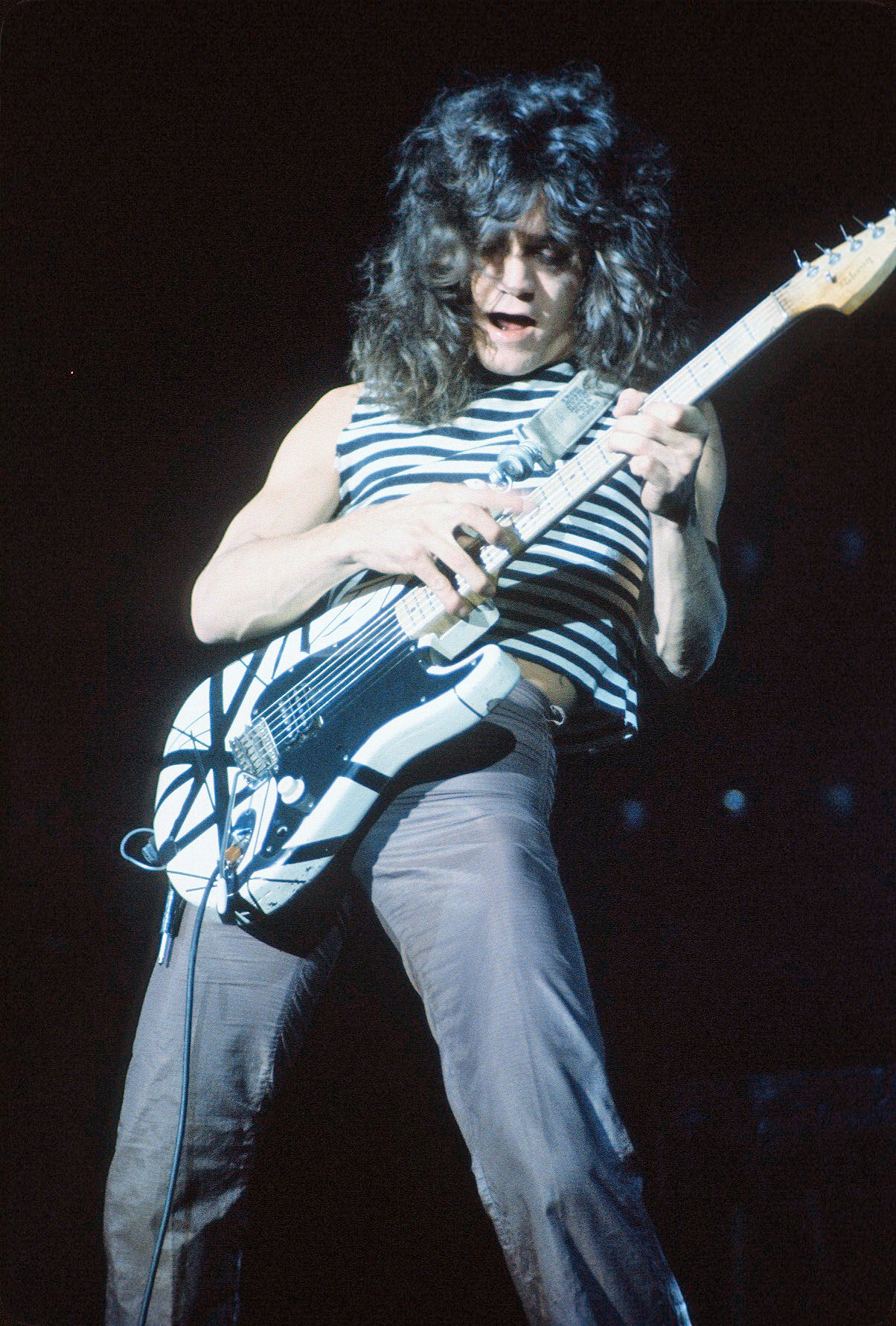
Eddie Van Halen en un concierto en el coliseo New Haven

El estilo de Eddie Van Halen como guitarrista ha influido en toda una generación de músicos. Como muchos guitarristas de rock, nunca aprendió completamente a leer música.
El instrumental «Eruption» del álbum Van Halen de 1978 fue ubicado en la segunda posición de la lista de los 100 mejores solos de guitarra en la revista Guitar World. La canción es un claro ejemplo de la técnica conocida como tapping, en la que ambas manos tocan en el diapasón de la guitarra simultáneamente. Aunque popularizó el tapping, no fue su inventor, ya que la técnica había sido usada esporádicamente por otros guitarristas con anterioridad. Según el portal MusicRadar, Steve Hackett de Genesis usaba la técnica en la década de 1970 y se convirtió en una influencia para el propio Eddie. Cuando se le consultó al respecto, Hackett afirmó: «Eddie y yo nunca hablamos de ello, pero sí, él reconoció que yo fui primero con el tapping... Eddie es un buen guitarrista, por supuesto, y él fue quien le dio nombre a la técnica».
George Lynch aseguró en una entrevista que él y Van Halen vieron a Harvey Mandel tocar en el Starwood en los años 1970 y se apropiaron de algunas de sus técnicas. Eddie mencionó además a Jimmy Page, en una entrevista con Guitar World, con su solo en la canción «Heartbreaker» en 1971, donde mencionó que probablemente fue en ese momento donde se le ocurrió la idea del tapping.

## Equipo

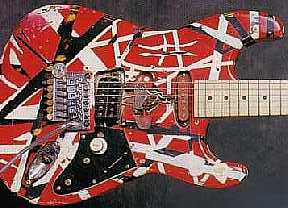
La guitarra Frankenstrat de Eddie Van Halen.

Eddie Van Halen utilizó durante su carrera guitarras de variadas marcas como Gibson, Fender, Charvel, Kramer, Peavey, Music Man o Steinberger, aunque era un gran fanático de la personalización de sus instrumentos. En los últimos años utilizó un modelo que Peavey fabricaba para él (la famosa Peavey Wolfgang). En 1986, para el álbum 5150, utilizó la guitarra Steinberger GL2t 5150 en las canciones «Summer Nights» y «Get Up».
A principios de los años 1990, en la época del disco F.U.C.K, el músico pasó a ser endorser de Music Man, marca que lanzó el modelo EVH en su honor. Posteriormente decidió seguir con la producción de ese modelo bajo la denominación Axis, que difería del modelo EVH principalmente en dos aspectos, la distinta disposición del selector de pastillas y que el potenciómetro de volumen venía serigrafiado como «volume» a diferencia de la Music Man EVH original que, debido a una broma del músico, venía serigrafiado como «tone», cuando se trata de una guitarra que no tiene control de tono.
En 2005 la marca Charvel lanzó una serie que imitaba las guitarras de Eddie de los años 1980. En 2007 Fender comercializó una réplica de su guitarra personalizada Frankenstrat con la marca EVH Gear. La misma empresa fabricó en su nombre el amplificador EVH 5150 III y comercializó la réplica exacta de la Frankenstrat ya mencionada con un valor de 25 mil dólares.
El músico poseía su propia marca EVH, poniendo a la venta varios modelos y variaciones de la guitarra Wolfgang y presentando tres réplicas de sus guitarras más características (roja blanca y negra, negra y amarilla, blanca y negra) muy similares a las comercializadas por Charvel en 2005, solo que con un precio bastante inferior. También comercializó dos modelos de amplificador EVH 5150 III (50W y 100W) y varios accesorios como cuerdas y pastillas.
Adicionalmente, el guitarrista contribuyó enormemente al desarrollo del sistema Floyd Rose para la afinación de la guitarra, e incluso patentó su propio dispositivo llamado D-Tuner, que permite afinar la sexta cuerda de la guitarra E (Mi) a D (Re) y viceversa en un solo movimiento.

## Plano personal

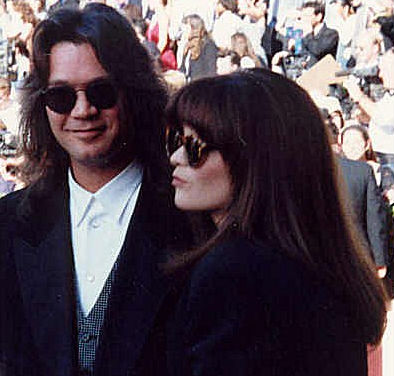
Eddie Van Halen y Valerie Bertinelli en los Premios Emmy de 1991

El 29 de agosto de 1980 conoció a la actriz Valerie Bertinelli en un concierto de Van Halen en Shreveport, Luisiana. Se casaron en California el 11 de abril de 1981 y tuvieron un hijo llamado Wolfgang. El 5 de diciembre de 2005 Valerie pidió el divorcio en Los Ángeles tras haber estado cuatro años separada del músico, que finalmente concretó en diciembre de 2007. El 27 de junio de 2009 se casó con la actriz Janie Liszewski. Su hermano Alex ofició la ceremonia y su hijo fue el padrino de boda.

### Problemas de salud y fallecimiento
El músico luchó contra el alcoholismo y el abuso de las drogas durante gran parte de su vida. Declaró que empezó a fumar y a beber a los doce años y que necesitaba del alcohol para llevar su carrera en la música. Entró en rehabilitación en 2007 y aseguró en una entrevista en 2008 que alcanzó la sobriedad un año después.
Como consecuencia de sus acrobacias en los conciertos de la banda, el guitarrista sufrió persistentes lesiones las cuales llevaron a que, en 1995, fuese diagnosticado con una osteonecrosis crónica. Cuando el dolor de este padecimiento se le hizo imposible de sobrellevar, el músico se sometió a una cirugía de reemplazo de cadera en noviembre de 1999. Además, comenzó a recibir tratamiento para el cáncer de lengua en 2000 y se sometió a una operación en la que se le extirpó un tercio del órgano afectado. Se declaró libre de la enfermedad en 2002.
En agosto de 2012 debió ser sometido a una cirugía de emergencia por un grave ataque de diverticulitis. El tiempo de recuperación requerido debido a la cirugía llevó a posponer las fechas de la gira de Van Halen programada en Japón para noviembre del mismo año.
En 2019 se reveló que el músico había estado luchando en secreto contra el cáncer de garganta desde 2015. Falleció a causa de esta enfermedad el 6 de octubre de 2020 en Santa Mónica, California a los 65 años de edad.

## Discografía con Van Halen

### Álbumes de estudio
- Van Halen (1978)
- Van Halen II (1979)
- Women and Children First (1980)
- Fair Warning (1981)
- Diver Down (1982)
- 1984 (1984)
- 5150 (1986)
- OU812 (1988)
- For Unlawful Carnal Knowledge (1991)
- Balance (1995)
- Best of Volume I (1996)
- Van Halen III (1998)
- The Best of Both Worlds (2004)
- A Different Kind of Truth (2012)

### Álbumes en directo
- Live: Right Here, Right Now (1993)
- Tokyo Dome Live in Concert (2015)